# Chư Mố
Chư Mố là một xã thuộc huyện Ia Pa, tỉnh Gia Lai, Việt Nam.
Xã Chư Mố có diện tích 161,85 km², dân số năm 1999 là 5.068 người, mật độ dân số đạt 31 người/km².